# Ośli Wierch (Skoruszyńskie Wierchy)
Ośli Wierch (słow. Oslí vrch, 1039 m) – szczyt Skoruszyńskich Wierchów na Słowacji. Wznosi się nad miejscowością Habówka, pomiędzy szczytem Javorková (1140 m) i przełęczą Biedna. W  kierunku tej miejscowości odchodzi od szczytu krótki grzbiet opadający do doliny Błotnego Potoku płynącego Rowem Podtatrzańskim (Dolina Błotna).
Pomiędzy szczytami Ośli Wierch i Javorková w ich stokach jest głęboko wcięta dolina, którą do Błotnego Potoku spływa potok bez nazwy. Południowe i południowo-zachodnie stoki Oślego Wierchu są jeszcze w dużym stopniu bezleśne. Dawniej były znacznie bardziej bezleśne, pokryte niemal w całości polami i łąkami, które zaznaczone są na starych mapach. Obecnie część pól zarosła lub zarasta lasem, ale na mapie satelitarnej można jeszcze odróżnić je od lasu. Przeciwległe, północne stoki opadają do doliny potoku Zabiedovčik i obecnie są całkowicie zalesione. Grzbiet opadający do przełęczy Biedna jest od południowej strony bezleśny, dzięki czemu rozciągają się stąd widoki na Tatry, Góry Choczańskie, Kotlinę Zuberską i Pogórze Skoruszyńskie. Grzbietem biegnie szlak turystyczny.

## Szlaki turystyczne
czerwony: Orawice – Blatná – Skoruszyna – Mikulovka – Javorková – Ośli Wierch – przełęcz Biedna – Kosariska – Stara mat – Oravský Biely Potok. Czas przejścia: 4:25 h, ↓ 4:20 h